# Austfirðir
Austfirðir oder deutsch Ostfjorde werden die Fjorde und Buchten an der Ostküste Islands genannt.
| Landzunge                                       | Fjord / Bucht                                  |
| ----------------------------------------------- | ---------------------------------------------- |
| Glettingur der Berg bildet die nördliche Grenze | Húsavík mit dem gleichnamigen, verlassenen Ort |
| Alftavíkurfjall                                 | Húsavík mit dem gleichnamigen, verlassenen Ort |
| Loðmundarfjörður liegt im Seyðisfjarðarflói     |                                                |
| Borgarnes                                       |                                                |
| Seyðisfjörður mit dem gleichnamigen Ort         |                                                |
| Dalatangi mit seinem Leuchtturm                 |                                                |
| Mjóifjörður mit dem Dorf Brekkuþorp             |                                                |
| Fiesjartangi                                    |                                                |
| Norðfjörður mit dem Ort Neskaupstaður           |                                                |
| Hellisfjarðarnes                                |                                                |
| Hellisfjörður ist unbewohnt                     |                                                |
| Viðfjarðarnes                                   |                                                |
| Viðfjörður ist unbewohnt                        |                                                |
| Barðsnes                                        |                                                |
| Sandvík                                         |                                                |
| Gerpir der östlichste Punkt Islands             |                                                |
| Vöðlavík                                        |                                                |
| Krossanestangi                                  |                                                |
| Reyðarfjörður mit dem gleichnamigen Ort         |                                                |
| Hólmanes                                        |                                                |
| Eskifjörður mit dem gleichnamigen Ort           |                                                |
| Vattarnes                                       |                                                |
| Fáskrúðsfjörður mit dem gleichnamigen Ort       |                                                |
| Strembitangi                                    |                                                |
| Stöðvarfjörður mit dem gleichnamigen Ort        |                                                |
| Kambanes                                        |                                                |
| Breiðdalsvík mit dem gleichnamigen Ort          |                                                |
| Streitishvarf                                   |                                                |
| Berufjörður mit dem Ort Djúpivogur              |                                                |
| Búlandsnes                                      |                                                |
| Hamarsfjörður                                   |                                                |
| Melrakknes                                      |                                                |
| Álftafjörður                                    |                                                |
| Eystrahorn bildet die südliche Grenze           |                                                |

## Verkehrsanbindung
Der verlassene Ort Húsavík ist über den Borgarfjarðarvegur  bis nach Bakkagerði und von dort über den Hólalandsvegur  und den Loðmundarfjarðarvegur  zu erreichen, der weiter bis in den Loðmundarfjörður führt.
Von Egilsstaðir an der Ringstraße  führt die Stichstraße Seyðisfjarðarvegur  bis nach Seyðisfjörður.
Von der Ringstraße zweigt eine weitere Stichstraße, der Mjóafjarðarvegur  in den Mjóifjörður.
Sie ist über Winter lange Zeit unbefahrbar.
Im Reyðarfjörður zweigt der Norðfjarðarvegur  ab.
An ihm liegen die Orte Reyðarfjörður, Eskifjörður und führt durch die Norðfjarðargöng bis nach Neskaupstaður.
Durch die Fáskrúðsfjarðargöng führt die Ringstraße nach Fáskrúðsfjörður, die dann über Stöðvarfjörður und Breiðdalsvík wieder entlang der Küste verläuft.